# Raccord autoroutier RA5

Signe du RA5

Le Raccord autoroutier 5 (en italien, raccordo autostradale 5, RA5) est un raccord qui relie l’autoroute A2 (Italie), dite de la Méditerranée, pour relier Sicignano degli Alburni à Potenza, vers la SS 407 "Basentana", raccord qui parcourt 51 km presque entièrement en Basilicate.
Le RA5 fait partie de la route européenne E847 qui se termine à Métaponte.